# Полидиметилсилоксан
Полидиметилсилоксан (ПДМС), диметикон (англ. dimeticone) — линейный полимер диметилсилоксана, один из силиконов, входит в состав косметичесикх средств.

## Свойства
Количество диметилсилоксановых единиц в структуре может достигать 15 тысяч. В зависимости от длины цепи полимера, получаются вещества с различными физическими свойствами. Вязкость таких соединений возрастает по мере увеличения длины, чему соответствует переход от очень подвижных, похожих на бензин, жидкостей к более вязким силиконовым маслам и, наконец, к смолообразным веществам.

## Применение
- Пищевая добавка E900 (Dimethylpoly-siloxane).[источник?]
- Используется в производстве термостойких смазок (силиконовых масел) серии ПМС[1].
- Основа для пеногасителей[2].
- Агент для амортизаторных, гидравлических, демпфирующих и охлаждающих жидкостей, высоко- и низкотемпературных теплоносителей[2].
- Диэлектрик в радиодеталях: трансформаторах, конденсаторах и других[2].
- Пластификатор для эластомеров[2].
- Реагент в отделке тканей и кож[2].
- В прядильном и ткацком производствах используется как замасливатель для шерстяных полуфабрикатов[2].
- Используется в газожидкостной хроматографии[2].
- Применяется в производстве бытовой химии, лакокрасочном производстве,  производстве косметических средств, фармакологии и медицине[2].
- Ключевой компонент «кинетического песка» (в смеси с субстратом).[источник?]
- В офтальмохирургии применяется как заменитель стекловидного тела у пожилых людей.[источник?]